# Riksha

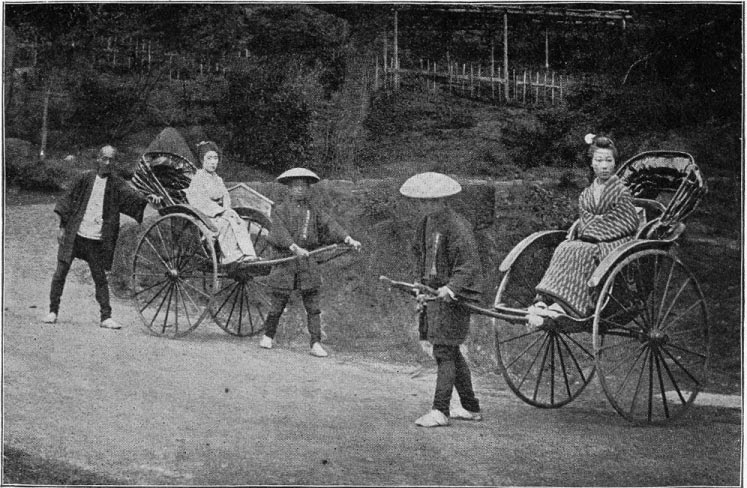
Riksha i Japan, omkring 1897

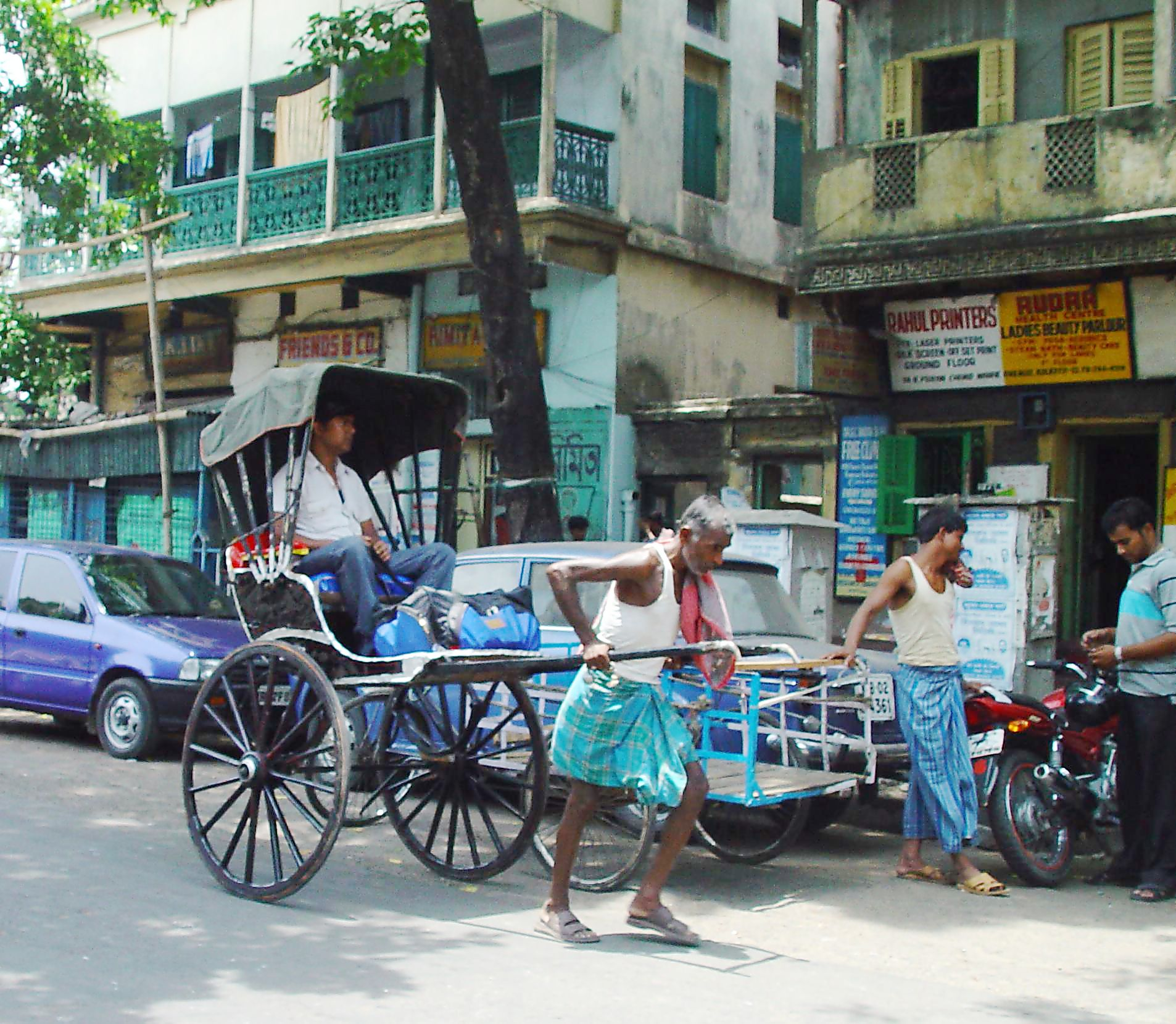
Riksha i Calcutta, 2004

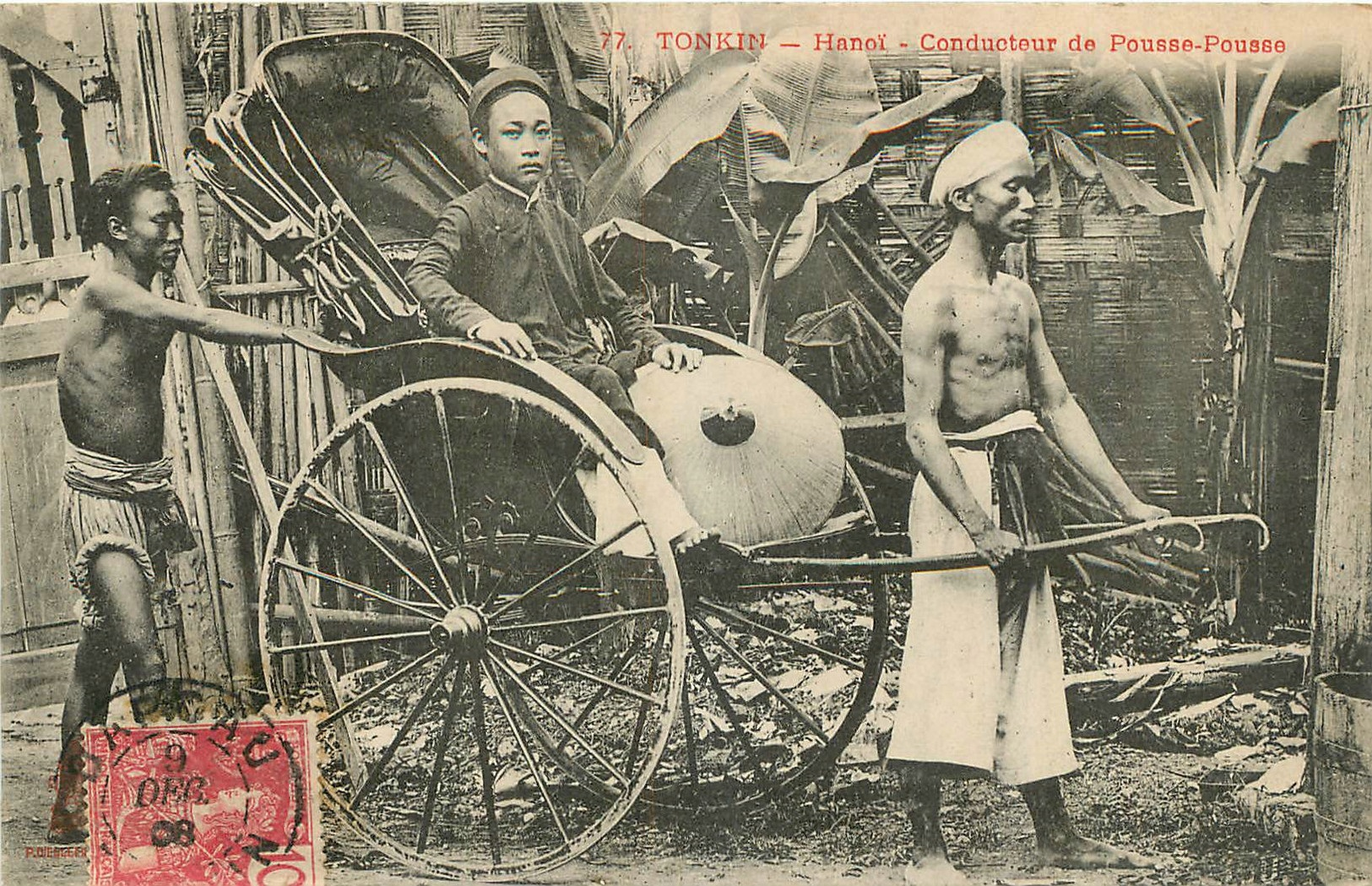
Riksha i Hanoi, 1800-talet

Riksha eller rickshaw (japanska: 人力車, jinrikisha, 'människokraftsvagn') är ett lätt passagerarfordon, draget av en person. Den har varit vanligt i delar av Asien och Östafrika. På senare tid har användningen av handdragna rikshas inte rekommenderats, eller också förbjudits, på grund av omsorg för rikshadragare. Dragna riskhas har ersatts huvudsakligen av cykelrikshas och tuk-tuk.

## Utformning och användning
En riksha är tvåhjulig och används som ett slags taxi. Den har vanligen ett brett säte för två passagerare samt en uppfällbar sufflett.

## Historik
Rikshan har varit vanlig för lokala transporter i bland annat Japan, Kina och andra delar av Östasien. Därtill har den kommit till användning i Östafrika och Sydasien.
Under 1900-talet har rikshan till stor del ersatts av den pedaldrivna cykeltaxin (cykelrikshan); denna är mindre slitsam för den som framför fordonet. Den ursprungliga handdragna rikshan är fortfarande en vanlig syn i Indien.